# Bomberman Land 3
Bomberman Land 3 (ボンバーマンランド3?, Bonbāman Rando Surī) è un videogioco d'azione sviluppato da Racjin e pubblicato da Hudson Soft per PlayStation 2 il 4 agosto 2005 esclusivamente in Giappone come parte della serie Bomberman e sequel di Bomberman Land 2.

## Modalità di gioco
Molto similmente ai due capitoli precedenti, il giocatore si ritrova in un parco divertimenti a tema Bomberman con tanto di eventi ed attrazioni. Il parchetto è diviso in cinque differenti zone: una rossa (posta all'entrata la quale presenta numerosi negozi dove sarà possibile acquistare degli oggetti), una blu (vicina al mare), una gialla (collocata in un castello), una verde (contraddistinta per essere immersa nella natura e per la presenza di grotte ed animali) ed infine una bianca (in cui è presente la torre di Bomberman ed un hotel, dove i vari personaggi alloggeranno). Lo scopo del gioco è quello di passare del tempo nelle varie zone, scoprendone i vari segreti, gli eventi occasionali e stando attenti ad evitare eventuali trappole, svolgendo il tutto correttamente si avrà la possibilità di ottenere nei "pezzi" che una volta messi assieme permetteranno di sbloccare l'accesso ad un'area extra del mondo di gioco.

## Accoglienza
| Testata | Giudizio |
| ------- | -------- |
| Famitsū | 25/40    |

La rivista settimanale Famitsū recensì il gioco dandogli un punteggio di 25 su 40.